# Independencia, Atzalan
Independencia är en ort i Mexiko.   Den ligger i kommunen Atzalan och delstaten Veracruz, i den sydöstra delen av landet, 210 km öster om huvudstaden Mexico City. Independencia ligger 584 meter över havet och antalet invånare är 435.
Terrängen runt Independencia är kuperad åt nordost, men åt sydväst är den bergig. Terrängen runt Independencia sluttar norrut. Runt Independencia är det ganska tätbefolkat, med 100 invånare per kvadratkilometer. Närmaste större samhälle är Tlapacoyan, 9,6 km nordväst om Independencia. I omgivningarna runt Independencia växer i huvudsak städsegrön lövskog.